# فریدنزبرگ (پنسیلوانیا)
فریدنزبرگ (به انگلیسی: Friedensburg) یک منطقهٔ مسکونی در ایالات متحده آمریکا است که در شهرستان سچویلکیلل، پنسیلوانیا واقع شده‌است. فریدنزبرگ ۴٫۱ کیلومتر مربع مساحت و ۸۲۸ نفر جمعیت دارد.